# 福井県道6号福井四ヶ浦線
福井県道6号福井四ヶ浦線（ふくいけんどう6ごう ふくいしかうらせん）は、福井県福井市と丹生郡越前町を結ぶ主要地方道（福井県道）である。

## 概要
国道305号との重複区間が長く、県道のみの区間は福井市中心部から日本海沿岸までと越前岬南側の旧国道305号部分とに大きく分かれている。「四ヶ浦」は終点の越前町越前地区中部・北部にあった路線制定時の旧四ヶ浦町（1955年（昭和30年）廃止）を指す。
起点付近は古くからの幹線道であった北陸道の一部であり、足羽川沿いには福井県の里程元標（復元）が建っている。

### 路線データ
- 起点 : 福井県福井市中央（福井県道5号福井加賀線交点）
- 終点 : 福井県丹生郡越前町（国道305号交点）

## 路線状況

### 別名
- 中央大通り（福井市：福井市中央 - 福井市つくも）
- 公園通り（福井市：福井市つくも - 福井市若杉町（明里町 - 若杉町は旧道））
- 明里橋通り（福井市：福井市明里町 - 福井市若杉）

### 重複区間
- 福井県道3号福井大森河野線（福井市大森町・志津が丘交差点 - 福井市滝波町）
- 国道305号（国道365号重複）（福井市大味町 - 丹生郡越前町玉川）
- 国道365号（国道417号重複）（越前町梅浦 地内）

## 地理

### 通過する自治体
- 福井市
- 丹生郡越前町

### 交差する道路

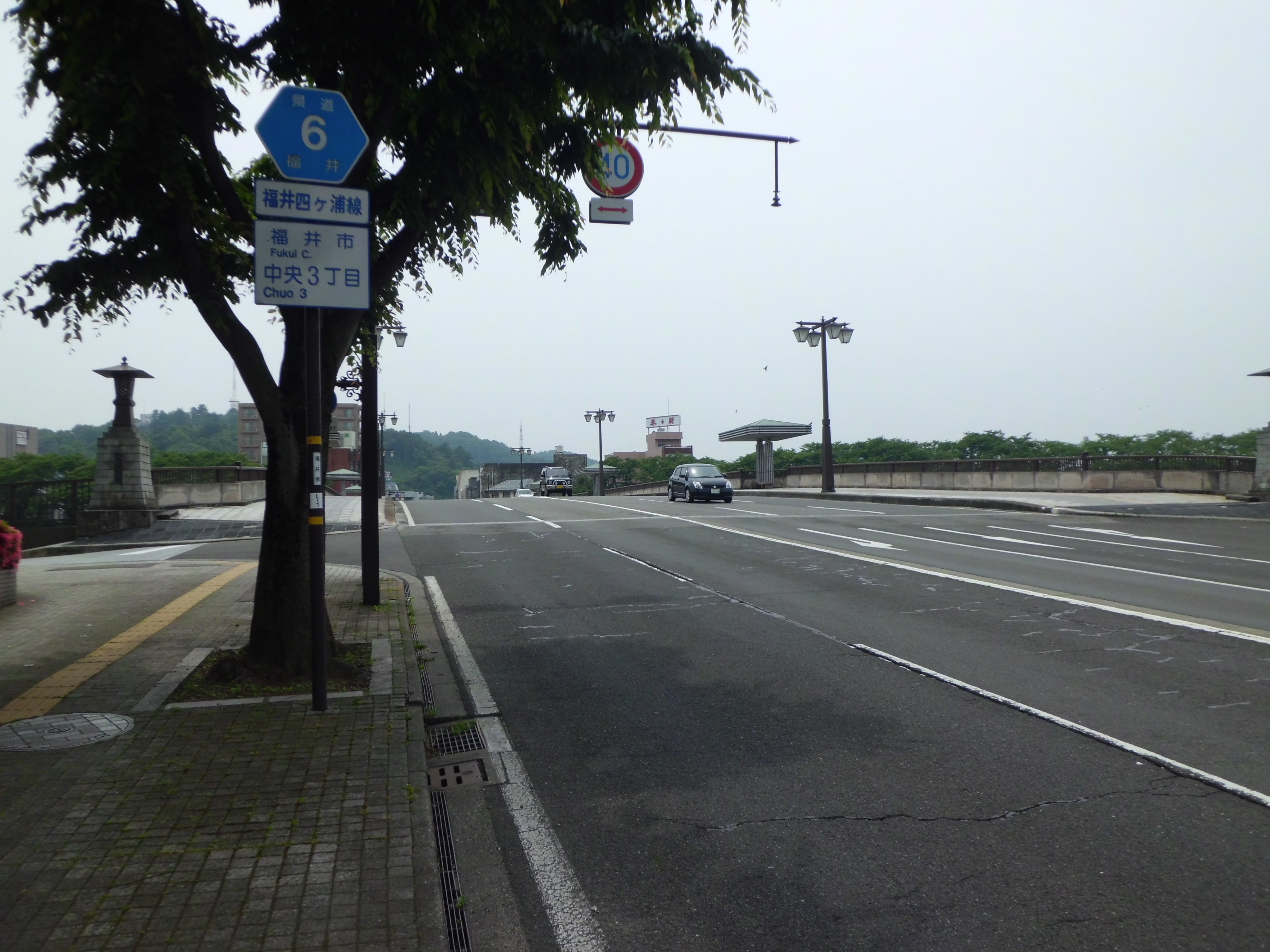
起点・九十九橋北詰交差点より南を望む

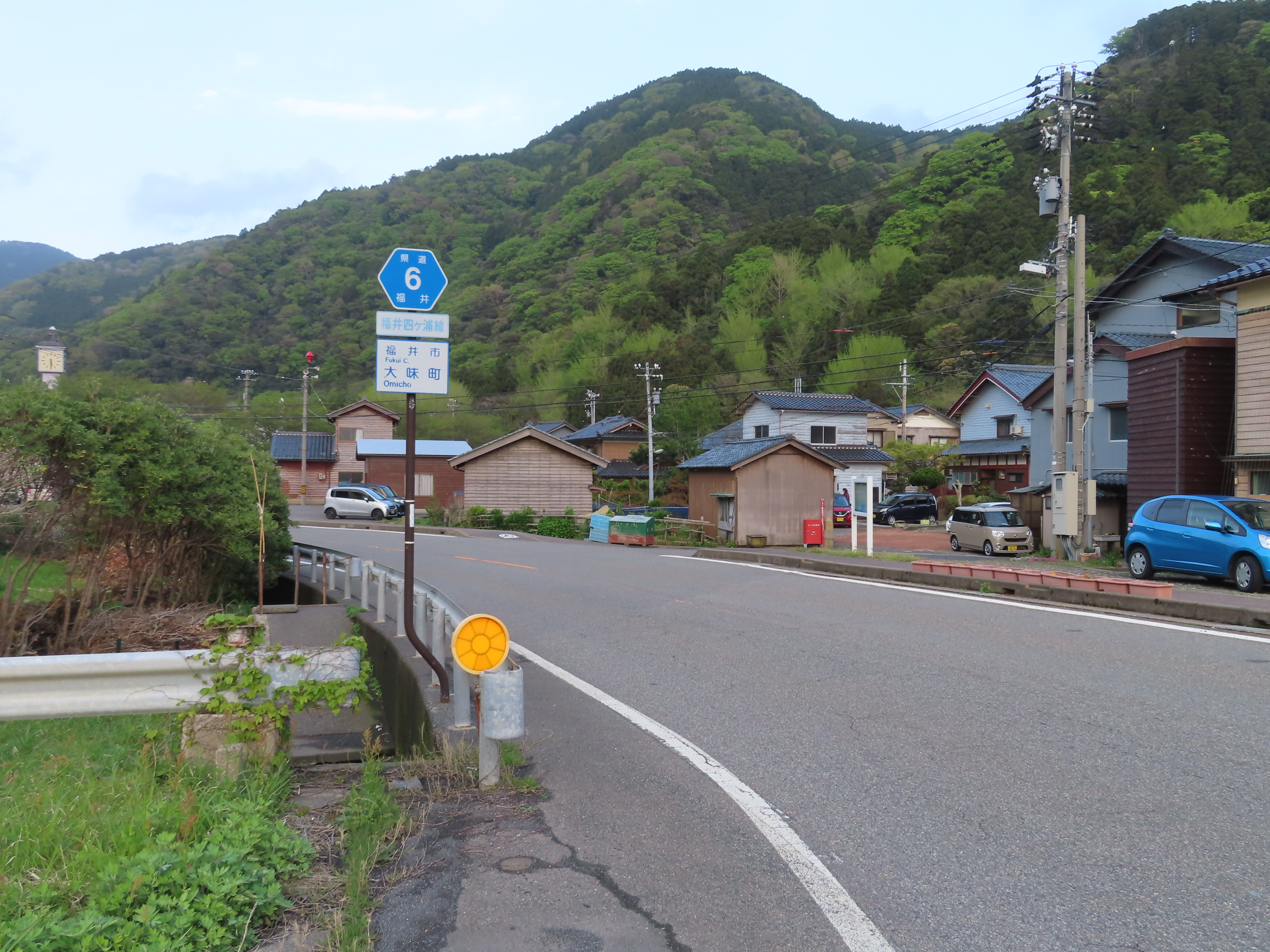
福井市大味町。国道305号交点付近

- 福井県道5号福井加賀線 中央大通り(東方向)・芦原街道(北方向)（福井市中央三丁目・九十九橋北詰交差点、起点）
- 福井県道177号山奥九十九橋線 公園通り（福井市つくも一丁目・久保町交差点）
- 明里橋通り（福井市明里町・明里橋南詰交差点）
- 西環状線（福井市若杉二丁目・社中入口交差点）
- 丹南広域農道（福井市竹生町・竹生交差点）
- 福井県道253号清水麻生津線（福井市上天下町・小羽橋交差点）
- 福井県道32号清水美山線（福井市大森町）
- 福井県道3号福井大森河野線（福井市大森町・志津が丘交差点）
- 福井県道3号福井大森河野線（福井市滝波町）
- 福井県道115号殿下福井線（福井市白滝町）
- 福井県道184号別所朝日線（福井市西別所町）
- 国道305号（国道365号重複）（福井市大味町・大味交差点）【北緯36度3分1.9秒 東経136度1分1.7秒 / 北緯36.050528度 東経136.017139度】
- 国道305号(国道365号重複)（丹生郡越前町玉川）【北緯35度58分5.7秒 東経135度58分6.9秒 / 北緯35.968250度 東経135.968583度】
- 国道365号（国道417号重複）（越前町梅浦）
- 国道305号（北方向は国道365号重複、南方向は国道417号重複）（越前町梅浦・梅浦交差点、終点）

### 沿線にある施設など
- 足羽川 - 九十九橋
- 足羽山
- 福井競輪場
- 福井市社中学校
- 道守橋
- 福井県立道守高等学校
- 日野川 - 久喜津橋
- 志津川橋
- 越前加賀海岸国定公園
  - 呼鳥門
  - 越前岬